# 그레이 맨
《그레이 맨》(영어: The Gray Man)은 2022년 개봉한 미국의 액션 스릴러 영화이다. 루소 형제가 감독을 맡았으며, 마크 그리니의 스릴러 소설 《그레이맨》(The Gray Man)을 원작으로 한다.

## 줄거리
2003년. 가정폭력을 휘두르던 아버지를 살해한 죄로 수감되어 있던 코틀랜드 젠트리에게 CIA의 도널드 피츠로이가 찾아온다. 피츠로이는 젠트리에게 석방해주는 대신 CIA 요원으로 일해보겠냐는 제안을 하고, 젠트리는 승낙한다. 젠트리는 이제 원래 이름을 버리고 CIA 요원 '시에라 식스'가 된다.
2021년. 시에라 식스는 방콕에서 국가기밀 유출범을 사살하라는 임무를 수행한다. 하지만 결정적인 순간 민간인 피해를 우려하여 저격을 그르치게 되고 유출범은 도주한다. 난전 끝에 식스는 유출범을 제압하는데, 유출범은 죽기 직전 자신 또한 식스와 같은 전 CIA 요원 '시에라 포'였다고 밝힌다. 그리고 CIA 암살팀의 리더 데니 카마이클의 부패를 고발하는 증거물로서 USB를 식스에게 넘긴다. 혼란스러운 식스는 그 길로 현장을 탈주하고, 은퇴한 전 상사 피츠로이에게 도움을 요청한다. 피츠로이는 식스에게 구조팀을 보낸다.
카마이클은 식스에게서 USB를 빼앗기 위해 잔혹하기로 악명 높은 전 CIA 요원 로이드 핸슨을 고용한다. 동료 요원 수잰은 과격한 핸슨을 고용하는 걸 극구 반대하지만 카마이클은 그를 무시하고 강행한다. 핸슨은 곧바로 피츠로이를 납치하고는, 심장병을 앓는 조카딸 클레어를 인질로 피츠로이를 협박한다. 피츠로이는 어쩔 수 없이 식스의 구조팀에게 식스를 잡아오도록 명령한다. 이를 예견한 식스는 구조팀의 습격으로부터 탈출한다. 식스는 클레어의 인공 심박동기 신호를 단서로 클레어를 찾아내어 구출하고자 빈으로 가서 정보원 라슬로 소사와 접촉한다. 그러나 소사는 식스에게 걸린 현상금에 눈이 멀어 그를 함정에 빠뜨린다. 식스는 뒤쫓아온 핸슨의 추격에 사로잡힐 위기에 처하나, CIA의 동료 대니 미란다의 도움으로 탈출한다.
식스와 대니는 USB를 해독하기 위해 프라하에 있는 전 상사 케이힐의 집으로 간다. USB에는 카마이클의 과격한 일 처리와 그의 배후에 있는 그림자 정부를 고발하는 증거들이 담겨 있었다. 이때 핸슨이 고용한 용병들이 케이힐의 집에 들이닥친다. 케이힐의 희생으로 식스는 탈출하는데, 핸슨은 민간인 피해에도 아랑곳 않고 용병들을 닥달해 시내에서 무차별 총격전을 벌인다. 식스는 대니와 힘을 합쳐 인근 병원에서 클레어의 심박동기 신호를 추적하는 데 성공한다. 핸슨이 고용한 또 다른 용병 '론 울프'가 그들을 습격하지만, 핸슨의 잔학함에 질려 최후에 그들을 놓아준다.
식스와 대니는 크로아티아에 있는 핸슨의 본거지인 저택에 도달한다. 식스가 외부에서 도발하여 핸슨을 이끌어내는 한편, 대니는 저택에 잠입해 피츠로이와 클레어를 구출한다. 그러나 대니가 론 울프와 싸우는 사이, 피츠로이는 핸슨과 맞닥뜨리고 스스로를 희생하여 클레어를 도주시킨다. 식스의 활약으로 핸슨의 일당은 괴멸하고, 이후 두 사람은 거대한 미로에서 클레어를 두고 대치하게 된다. 식스는 맨몸 격투 끝에 핸슨을 제압하는 데 성공하는데, 그 순간 수잰이 나타나 핸슨을 사살한다. 수잰은 이 모든 사태를 핸슨에게 덮어씌우고, 식스에게 계속해서 요원으로 일하는 조건으로 클레어의 안전을 보장하겠다고 협상한다. 식스는 협상을 받아들인다.
사건이 무마되고 카마이클은 계속해서 직위를 유지하지만 이미 수잰이나 대니의 신뢰를 잃은 뒤였다. 그리고 식스는 수잰의 뒤통수를 치고 탈출하여, 클레어와 찾아가 그녀와 함께 도주한다.

## 출연진
- 라이언 고슬링 - 코틀랜드 젠트리 / 시에라 식스
- 크리스 에반스 - 로이드 핸슨
- 아나 데 아르마스 - 대니 미란다
- 제시카 헤닉 - 수잰 브루어
- 레게장 페이지 - 데니 카마이클
- 바그네르 모라 - 라즐러 소사
- 다누쉬 - 아비크 산 / 론 울프
- 줄리아 버터스 - 클레어 피츠로이
- 빌리 밥 손턴 - 도널드 피츠로이
- 앨프리 우더드 - 마거릿 케이힐
- 캘런 멀비 - 다이닝 카 / 시에라 포